# Скерцо з тиранозавром
«Скерцо з тиранозавром» (англ. Scherzo with Tyrannosaur) — науково-фантастична новела американського письменника Майкла Свонвіка, опублікована в 1999 році і пізніше розширена в романі «Кістки Землі».

## Сюжет
Сюжет розповідає про директора Hilltop Station, дослідницького центру, створеного наприкінці крейдового періоду. Він починається, коли Hilltop Station проводить бал для збору коштів, і директор повинен здаватися щасливими меценатом, а також допомагати працівникам незаконно використовувати свої знання про минуле для отримання прибутку. Коли директор займається неетичною діяльністю, він змушений позбавлятися від власних слідів складними часовими парадоксами та відвідуваннями свого майбутнього «я».

## Нагороди
| Рік  | Нагорода                                | Результат |
| ---- | --------------------------------------- | --------- |
| 2000 | «Премія «Г'юго» за найкраще оповідання» | Перемога  |
| 2000 | «Неб'юла»                               | Номінація |
| 2000 | «Локус»                                 | 3-е місце |
| 2000 | «Asimov's Science Fiction»              | 4-е місце |